# Воллес Стегнер
Воллес Стегнер (англ. Wallace Stegner) (18 лютого 1909 — 13 квітня 1993) — відомий американський письменник, автор понад 30 книг, вчений-гуманітарій. Народився в Лейкс-Мілл (штат Айова), де закінчивши місцевий університет, став у ньому професором англійської мови. Лауреат Пулітцерівської премії, активний захисник національних парків. Зробив значний внесок у розвиток ідеї дикої природи.

## Ідеї
Воллес Стегнер — автор невеликого, що став класичним, есе «Лист про дику природу» (англ. Wildernessletter), в якому застерігав американців: «Ми, безумовно, втратимо багато чого як нація, якщо дамо померти дикій природі». На його думку, «дика природа була чинником, у взаємодії з яким і в подоланні якого сформувався наш національний характер». Дику природу, що залишилася, він романтично назвав «складовою частиною великого материка надії — надії, що стала настільки примарною через вчинки людей, які змусили нас засумніватися у власній святості…»
Стегнер, мабуть, перший (як у США, так і в світі) заявив про "ідею дикої природи, яка сама по собі є джерелом невичерпного. На його думку, цей ресурс є фізично невідчутним, духовним, для матеріалістів взагалі чимось містичним. «Це прекрасна і жахлива незаймана місцевість, з неї вийшли Христос і пророки».
"Я хочу виступити на захист ідеї дикої природи як явища, яке допомогло сформуватися нашому характеру і яке, безсумнівно, зробило вирішальний вплив на еволюцію роду людського. Як джерело духовних і фізичних сил дика природа цінна не більш, ніж релігія чи сила волі, оптимізм і експансивність того, що вчені-історики називають «американською ідеєю», — писав автор.
На думку Стегнера, американці втратять частину самих себе як люди, якщо дозволять знищити ще вцілілі острівці дикої природи. «Із зникненням дикої природи ми всі приречені (…). Заради її збереження ми повинні задіяти механізми, засновані на міркуваннях, які не випливають з можливостей її використання, „користі“ або навіть ставлення до неї як до джерела нових духовних і фізичних сил. Нам просто не вижити без дикої природи…», — вважає автор.
Одна з головних ознак дикої природи, за Стегнером, — її безлюдність. Дороги опоганюють дику природу, натовпи руйнують її. Разом з тим, як він справедливо зауважив, «краще поранена дика природа, ніж взагалі ніяка». Іншими словами, він закликає до захисту і тієї природи, що вже трохи зіпсована людиною, але ще зберегла свою дикість.

## Публікації
- Стегнер У. Письмо о дикой природе // Экол. антология. — М.: Голубка, 1992. — С. 104–105.
- Стегнер У. Письмо о дикой природе // Гуманитарный экол. журн. — 2002. — Т. 4, спецвыпуск. — С. 118–120.
- Stegner W. Packhorseparadise // The wildernessreader / Ed. F. Bergon. — Reno-Las Vegas-London: Univ. Newada Press, 1985. — P. 315–327.
- Stegner W. Wildernessletter // The wildernessreader / Ed. F. Bergon. — Reno-Las Vegas-London: Univ. Nevada Press, 1994. — P. 327–334.

## Про нього
- Борейко В. Е. Философы зоозащиты и природоохраны. — К.: КЭКЦ, 2012. — 179 с.

## Виноски
1. 1 2 3  Bibliothèque nationale de France BNF: платформа відкритих даних — 2011.
2. 1 2  Encyclopædia Britannica
3. ↑  CONOR.Sl
4. ↑  Борейко В. Е. Философы зоозащиты и природоохраны. — К.: КЭКЦ, 2012. — 179 с.
5. ↑  Стегнер У. Письмо о дикой природе // Экол. антология. — М.: Голубка, 1992. — С. 104–105.
6. 1 2 3  Stegner W. Wildernessletter // Thewildernessreader / Ed. F. Bergon. — Reno-Las Vegas-London: Univ. Nevada Press, 1994. — P. 327–334.
7. 1 2 3  Stegner W. Packhorseparadise // The wildernessreader / Ed. F. Bergon. — Reno-Las Vegas-London: Univ. Newada Press, 1985. — P. 315–327.